# Lehmberg (Wasgau)
Der Lehmberg ist ein 386,2 Meter hoher Berg im Pfälzerwald.

## Geographie

### Lage
Der Berg befindet sich im Nordwesten der Gemarkung der Stadt Dahn. An seinem Südfuß verläuft der Moosbach. Auf dem Berg befindet sich außerdem die Lehmbergquelle Benachbarte Berge sind der Bichtenberg (400 m ü. NHN) im Westen, der Mehrsberg (328,2 m ü. NHN)im Osten und das Sägköpfchen (317,9 m ü. NHN) im Nordosten.

### Naturräumliche Zuordnung
1. Großregion 1. Ordnung: Schichtstufenland beiderseits des Oberrheingrabens
2. Großregion 2. Ordnung: Pfälzisch-saarländisches Schichtstufenland
3. Großregion 3. Ordnung: Pfälzerwald
4. Region 4. Ordnung (Haupteinheit): Wasgau
5. Region 5. Ordnung: Dahner Felsenland

## Natur
Auf dem Berg befindet sich die rund 87 Hektar große Kernzone des Biosphärenreservats Pfälzerwald-Vosges du Nord.

## Kultur
An der Südostflanke befindet sich der Ritterstein 211 „Wolfsdeller Hals“ und an der Westflanke der Ritterstein 213 „Drei Buchen“; die stellen beide Orientierungspunkte für Wanderer dar.

## Tourismus
Entlang seiner Südflanke verlaufen der mit einem gelben Balken markierte Fernwanderweg Pirmasens–Belfort und die Südroute der Pfälzer Jakobswege.